# Doroteia de Brandemburgo
Doroteia de Brandenburgo, (Brandemburgo, c. 1430/31  – Kalundborg, 10 de novembro de 1495) consorte de Cristóvão da Baviera e de Cristiano I da Dinamarca. Ela também é conhecida como Doroteia de Hohenzollern e como Dorothy Achillies.
Doroteia nasceu em 1430 ou 1431, filha de João de Brandenburgo-Kulmbach e Bárbara de Saxe-Vitemberga. Ela teve duas irmãs: Bárbara, que receberia o ducado de Milão, e Isabel , que se casou com Jacó I Mlodszy, Duque da Pomerânia.
Casou-se, primeiramente, em 12 de setembro de 1445, com Cristóvão da Baviera, rei da Dinamarca e Noruega de 1440 a 1448 e da Suécia de 1441 a 1448.
Doroteia se casou pela segunda vez, em 28 de outubro de 1449, com o rei Cristiano I da Dinamarca. Ele tiveram cinco filhos:
- Olavo (1450-1451)
- Canuto (1451-1455)
- João (Hans) (1455-1513), Duque de Schleswig-Holstein, Rei da Dinamarca, Noruega e Suécia,
- Margarida (1456-1486), casada com o rei Jaime III da Escócia em 1469.[2]
- Rei Frederico I da Dinamarca, Noruega e Suécia (1471-1533)